# Чураєвська сільська рада
Чура́євська сільська рада (рос. Чураевский сельский совет) — муніципальне утворення у складі Мішкинського району Башкортостану, Росія. Адміністративний центр — село Чураєво.

## Населення
Населення — 1431 особа (2019, 1658 в 2010, 1700 в 2002).

## Склад
До складу поселення входять такі населені пункти:
| Населений пункт    | Населення, осіб (2002) | Населення, осіб (2010) |
| ------------------ | ---------------------- | ---------------------- |
| Букленди, присілок | 362                    | 307                    |
| Маєвка, присілок   | 40                     | 49                     |
| Октябр, присілок   | 145                    | 151                    |
| Раєвка, присілок   | 182                    | 167                    |
| Чураєво, село      | 971                    | 984                    |